# غريتا برات
غريتا برات (بالإنجليزية: Greta Pratt)‏ هي مصورة أمريكية، ولدت في 1955.